# Kanton Hœnheim
Der Kanton Hœnheim ist ein französischer Wahlkreis im Arrondissement Strasbourg im Département Bas-Rhin in der Region Grand Est in Frankreich.
Der Kanton wurde anlässlich der kantonalen Gebietsreform, die am 22. März 2015 in Kraft trat, neu gebildet.

## Gemeinden
Der Kanton besteht aus zehn Gemeinden mit insgesamt 53.184 Einwohnern (Stand: 1. Januar 2021) auf einer Gesamtfläche von 45,69 km²:
| Gemeinde          | Einwohner 1. Januar 2022 | Fläche km² | Dichte Einw./km² | Code INSEE | Postleitzahl |
| ----------------- | ------------------------ | ---------- | ---------------- | ---------- | ------------ |
| Eckbolsheim       | 7.199                    | 5,34       | 1.348            | 67118      | 67201        |
| Hœnheim           | 11.469                   | 3,42       | 3.354            | 67204      | 67800        |
| Lampertheim       | 3.458                    | 6,58       | 526              | 67256      | 67450        |
| Mittelhausbergen  | 2.094                    | 1,72       | 1.217            | 67296      | 67206        |
| Mundolsheim       | 5.074                    | 4,09       | 1.241            | 67309      | 67450        |
| Niederhausbergen  | 1.673                    | 3,06       | 547              | 67326      | 67207        |
| Oberhausbergen    | 5.556                    | 3,79       | 1.466            | 67343      | 67205        |
| Reichstett        | 4.376                    | 7,61       | 575              | 67389      | 67116        |
| Souffelweyersheim | 8.120                    | 4,51       | 1.800            | 67471      | 67460        |
| Wolfisheim        | 4.165                    | 5,57       | 748              | 67551      | 67202        |
| Kanton Hœnheim    | 53.184                   | 45,69      | 1.164            | 6706       | –            |